# イラワラ・ホークス
イラワラ・ホークス（Illawarra Hawks）は、オーストラリアのNBLに所属するプロバスケットボールチームである。本拠地はウロンゴンのWINエンタテインメントセンター。

## 歴史
1979年のNBL発足と同時に参加。現存する唯一の原加盟チームである。
発足当初から1998年まではイラワラ・ホークスとして活動していたが、1999年からウロンゴン・ホークス（Wollongong Hawks）に改名。
2001年に悲願の初優勝を遂げた。
2015年、チーム名をイラワラに戻す

## 永久欠番
- 4 – Chuck Harmison
- 5 – Gordie McLeod
- 12 – Glen Saville
- 32 – Mat Campbell
- 33 – Melvin Thomas

## 主な歴代所属選手
- デビッド・アンダーセン 1998-1999
- ニック・ケイ 2016-2018
- サムソン・フローリング 2019-2023
- ラメロ・ボール 2019-2020